# Катастрофа Boeing 707 под Юнионвиллом
Катастрофа Boeing 707 под Юнионвиллом — авиационная катастрофа, произошедшая в штате Миссури ночью во вторник 22 мая 1962 года. Авиалайнер Boeing 707-124 авиакомпании Continental Airlines выполнял пассажирский рейс из Чикаго (Иллинойс) в Канзас-Сити (Миссури), когда неожиданно перешёл в снижение, а затем разрушился в воздухе, после чего обломки рухнули на землю в округе Патнам к северо-северо-западу от Юнионвилла. Погибли все находящиеся на борту 45 человек, что делает данную авиакатастрофу по масштабам крупнейшей в штате Миссури. Согласно результатам расследования, причиной катастрофы стал взрыв заложенной на борту бомбы.

## Самолёт
Boeing 707-124 с регистрационным номером N70775 (заводской — 17611, серийный — 49) был выпущен 16 июня 1959 года и к моменту происшествия имел общую наработку 11 945 часов 55 минут, в том числе 183 часа 43 минуты с последней периодической проверки. Его четыре турбореактивных двигателя были модели Pratt & Whitney JT3C-6.

## Экипаж
Лётный экипаж (в кабине) состоял из трёх пилотов:
- Командир воздушного судна — 50-летний Фрэд Р. Грей (англ. Fred R. Gray). Ветеран авиации, отдавший ей 23 года, имел квалификацию пилота самолётов типа Vickers Viscount, Convair 240, 340, 440, Douglas DC-3, -6, -7B и Boeing 707; квалификацию на «Боинг» получил в первый раз 18 мая 1959 года. Его общий налёт по оценкам составлял 25 000 часов, в том числе 2600 часов на B-707.
- Второй пилот — 41-летний Эдвард Дж. Салливан (англ. Edward J. Sullivan). Имел квалификацию пилота самолётов типа Vickers Viscount и Douglas DC-3, а 16 сентября 1961 года получил квалификацию и на Boeing 707. Его общий налёт по оценкам составлял 14 500 часов, в том числе 600 часов на B-707.
- Третий пилот (бортинженер) — 32-летний Роджер Д. Аллен (англ. Roger D. Allen). Имел квалификацию пилота одно- и многомоторных самолётов; в июне 1960 года получил квалификацию на Boeing 707.

В салоне работали четыре стюардессы:
- 24-летняя Мэрилин Блумкуист (англ. Marilyn Bloomquist);
- 23-летняя Марта Раш (англ. Martha Rush);
- 21-летняя Стелла Берри (англ. Stella Berry);
- 20-летняя Мэри Макграт (англ. Mary McGrath).

Также в состав экипажа входил и директор пассажирских услуг — 39-летний Дэвид Э. Олссен (англ. David E. Olssen).

## Катастрофа
В тот день Boeing 707 борт N70775 ранее выполнял внутренний пассажирский рейс 10 из Лос-Анджелеса в Чикаго и примерно в 19:00 приземлился в аэропорту О’Хара. Затем в 19:13 в аэропорту приземлился Boeing 720 также авиакомпании Continental, который выполнял рейс 4 также из Лос-Анджелеса, а пилотировал его экипаж под руководством Фреда Грея. Этот экипаж в Чикаго и принял борт N70775, чтобы выполнять на нём обратный рейс 11 по маршруту Чикаго — Канзас-Сити — Лос-Анджелес. Документы на полёт были составлены в Денвере, где находился главный офис авиакомпании, а экипажу переданы через агента в Чикаго.
Согласно плану, полёт должен был продлиться 1 час 1 минуту, а эшелон сперва был определён как 28 000 футов (8500 м), но командир попросил изменить его на 39 000 футов (11 900 м), так как знал, что к западу от Чикаго находится гроза. Всего на борт сели 37 пассажиров и 8 членов экипажа; вес авиалайнера и его центровка не выходили за установленные пределы. Прогноз погоды также указывал, что полёт будет выполняться в непростых условиях, так как между Чикаго и Канзас-Сити поперёк проходил холодный фронт, сопровождавшийся прифронтовыми шквальными ветрами и грозами, из-за чего на маршруте рейса 11 ожидались мощная грозовая облачность с вершинами до 50 000 футов (15 000 м), сильная турбулентность и даже могли быть смерчи.
В 20:35 экипаж рейса 11 доложил о выполнении взлёта, на что диспетчер вылета дал направление на Брадфорд. В 20:52 было доложено о прохождении Брадфорда на эшелоне 39 000 футов (11 900 м), следуя при этом по воздушному коридору «Виктор 26» для реактивных самолётов (J26V). Примерно в 21:01 рейс 11, находясь восточнее реки Миссисипи, спросил у Чикагского центра управления воздушным движением, наблюдается ли находящийся перед ними (рейсом 11) штормовой фронт на радиолокаторе в диспетчерской. Диспетчер ответил отрицательно, а через минуту дал указание переходить на связь с радарным центром в Уэверли (штат Айова).
Выйдя на связь с Уэверли в 21:02, экипаж запросил информацию для прохода грозы, на что было предложено обойти грозу с юга. Затем экипаж более детально обсудил этот вопрос с диспетчером, в ходе чего было определено, что грозу можно обойти с севера, либо юга. Радиолокатор на борту лайнера работал нормально, поэтому экипажем было принято решение обойти грозовой очаг с севера. После того, как этот обход вокруг грозы был выполнен, диспетчер в Уэверли передал рейсу 11, что если он от своей текущей позиции направиться прямо на Керксвилл, то сможет обойти всю непогоду. Потом экипаж сообщил, что выполняет поворот и запросил разрешение следовать на Канзас-Сити. Диспетчер дал это разрешение и добавил, что попробует уточнить относительно разрешения на снижение.
Несколько минут диспетчер в Уэверли пытался связаться с центром в Канзас-Сити, но безуспешно. Тогда он сообщил об этом экипажу рейса 11, на что ему ответили: Окей, мы, наверное, сможем связаться с ними на нашем радио. Вы хотите отправить нас дальше? (англ. Okay, we can probably reach them on your radio, do you want to send us over?). Этот радиообмен был завершён в 21:14, а в течение следующей минуты диспетчеру в Уэверли всё-таки удалось связаться с Канзас-Сити, после чего он попытался выполнить процедуру передачи рейса 11, для чего несколько раз передал экипажу указание переходить на связь с Канзас-Сити на частоте 133,95 МГц. Однако рейс 11 молчал. Также в 21:15 диспетчеру в Канзас-Сити было передано, что рейс 11 находится на 10 миль (16 км) к югу от пересечения коридоров «Виктор 45» и «Виктор 64», продолжая двигаться на юг. В Канзас-Сити в этом месте действительно увидели засветку, которая однако после двух—трёх оборотов антенны исчезла с экрана. В этот же момент засветка исчезла и с экрана в Уэверли.

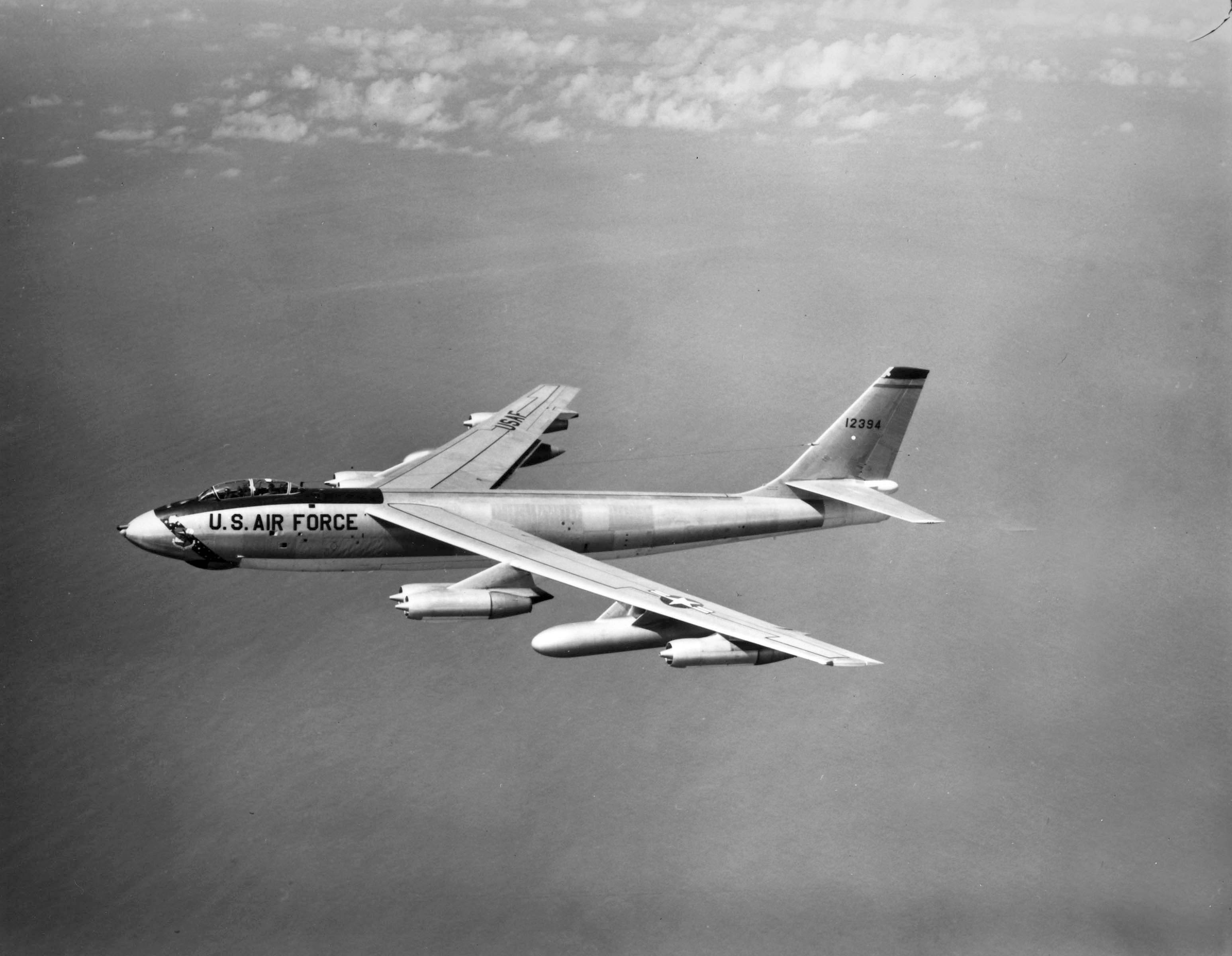
Boeing B-47 Stratojet

В это время близ Керксвилла в северном направлении на высоте 26 500 футов (8100 м) следовал бомбардировщик Boeing B-47 Stratojet, направлявшийся с авиабазы Форбс (Топика штат Канзас), когда его командир вдруг увидел, как впереди и выше их позиции в ночном небе возникла яркая вспышка. Время появления вспышки было определено как 21:22, а небо в это время было ясным и без признаков турбулентности. Жители населённых пунктов Цинциннати (штат Айова) и Юнионвилл (штат Миссури) в свою очередь услышали необычные громкие шумы, а два очевидца даже наблюдали, как в ясном небе кратковременно появился огненный шар или большая вспышка. По оценке людей на земле, эти явления появились в 21:10 — 21:30.
По данным параметрического самописца, «Боинг» выполнял нормальный полёт на высоте 39 000 футов (11 900 м) с курсом 230±10° и со скоростью 250 узлов, когда в 21:15 неожиданно перешёл в плавное снижение с вертикальной скоростью около 1000 футов/мин (300 м/мин), постепенно разгоняясь. Примерно в 21:16 возник кратковременный скачок вертикального ускорения с 0,78 до 1,23g, а в 21:17, спустя 42 минуты с момента вылета и спустя 2 минуты 7 секунд с момента начала снижения, авиалайнер на скорости 274 узла уже снизился до 36 800 футов (11 200 м), когда у него отделилась хвостовая часть длиной 38 футов (12 м). Потеряв управление, самолёт помчался вниз, при этом от перегрузок у него оторвало все четыре двигателя и части крыльев. В 21:21:15—21:21:45 (согласно остановившимся часам в кабине) борт N70775 под углом 20° и практически без горизонтальной скорости врезался в землю на удалении 6 миль (9,7 км) к северо-северо-западу от Юнионвилла и всего в миле—полутора от государственного шоссе № 5, в результате чего разрушился. Среди обломков фюзеляжа был найден один выживший — 27-летний японский инженер Такехико Накано (англ. Takehiko Nakano, яп. 中野武彦), но через полтора часа он умер от полученных травм.
Все летевшие в самолёте 37 пассажиров и 8 членов экипажа погибли. На настоящее время по масштабам это крупнейшая авиационная катастрофа в штате Миссури.

## Расследование

### Предварительные данные
По имеющимся данным экипаж был подготовлен для выполнения полёта и имел необходимую квалификацию. По борту N70775 также не было никаких серьёзных нареканий. Хотя на протяжении значительной части маршрута полёт проходил близ грозы, было признано, что погода не стала одним из факторов, тем более что все очевидцы указывали, что катастрофа произошла при ясной спокойной погоде. При этом из показаний очевидцев получалось, что лайнер начал разрушаться в воздухе в районе Сентервилла (штат Айова). В этом же месте «Боинг» исчез с экранов радиолокаторов в 21:15. В 21:10—21:30 очевидцы на земле услышали шум разрушения, а пилот бомбардировщика Boeing B-47 Stratojet увидел высоко в небе вспышку, время которой определил как 21:22. Следователи в свою очередь решили принять за время катастрофы момент начала разрушения фюзеляжа — 21:17.

### Изучение обломков
Обломки самолёта были разбросаны в виде узкой полосы протяжённостью 40 миль (64 км), а некоторые лёгкие обломки унесло ветром и вовсе на 120 миль (190 км). Крупные части упали несколько плотнее, в том числе четыре основных фрагмента лайнера упали на удалении от 4 мили (6,4 км) до 6,5 мили (10 км) к северо-востоку от фюзеляжа. Так фрагмент левого крыла длиной 29 футов (8,8 м) находился в 4 милях, а законцовка и консоль левого крыла  — в 6,5 милях к северо-востоку. В полумиле к северу от 29-футового фрагмента крыла на скошенном лугу нашли горизонтальный стабилизатор с рулями высоты. Вертикальный стабилизатор (киль) с рулём направления и несколько фрагментов обшивки из хвостовой части фюзеляжа нашли в густом лесу на удалении 6 миль (9,7 км) к северо-востоку от места падения фюзеляжа. Осмотр обломков из хвостовой части обнаружил на них места пробоев, царапины, а также следы крови и человеческой плоти. Помимо этого, фрагменты из хвостовой части фюзеляжа, в том числе и внутренняя обшивка, а также правый горизонтальный стабилизатор были покрыты голубоватой жидкостью, использующейся в туалетах, и в некоторых местах нашли туалетную бумагу.
Двигатели лежали отдельно друг от друга на удалении ½—¾ мили друг от друга, а ближайший к фюзеляжу лежал от него в 1,13 мили (1,8 км) к юго-западу. Двигатели врезались в землю вертикально, зарывшись в грунт, а проверка показала, что они в момент удара не крутились, либо крутились, но медленно, то есть не работали. В кабине на пульте перед командиром был обнаружен контрольный список действий при аварийной ситуации, а все три члена лётного экипажа погибли с надетыми кислородными масками. Проверка обломков не выявила на них никаких признаков пожара до разрушения, усталости металла, отказов или нарушений в работе систем, а также столкновения в воздухе с самолётом, либо каким-нибудь другим объектом. Фактически самолёт просто разрушился на большой высоте.

### Восстановление конструкции
При поисках обломков не удалось найти обломков фюзеляжа между секциями 1220 и 1440, поэтому было решено восстановить этот фрагмент самолёта, причём внешнюю и внутреннюю часть монтировали на разных макетах. В результате было обнаружено, что фрагменты, как внутри, так и снаружи, мельчали по мере приближения к точке фокуса — правому заднему туалету. Все улики свидетельствовали, что мощный взрыв, уничтоживший самолёт, происходил из контейнера для использованных полотенец. Согласно экспертизе, такой взрыв мог вызвать заряд динамита.
Так как пилоты находились в кислородных масках, а на пульте лежал контрольный список действий при аварийной ситуации, то получается, что взрыв повредил, но ещё не уничтожил самолёт, приведя, однако, к неконтролируемой декомпрессии, из-за которой весь салон и кабину заполнило дымом, поэтому и были надеты кислородные маски. Лайнер перешёл в снижение, разогнавшись до высокой скорости, когда от перегрузок отделился ослабленный хвост, после чего контроль над управлением был потерян полностью. Машина помчалась вниз, разрушаясь от перегрузок.

### Расследование ФБР
Когда стало понятно, что причиной катастрофы стал взрыв бомбы на борту, дело передали Федеральному бюро расследований (ФБР). И вскоре следователи из ФБР вышли на одного из пассажиров — Томас Дж. Доти (англ. Thomas G. Doty), который сел в самолёт в самый последний момент и у которого осталась жена с 5-летней дочкой. Ранее Доти был арестован за вооружённое ограбление и теперь должен был пройти предварительные слушания. Оказалось, что незадолго до этого в Омахе он застраховал свою жизнь на $ 150000 — максимально возможную сумму, а в аэропорту Чикаго успел приобрести ещё одну, застраховав таким образом свою жизнь на общую сумму $ 300000, которые в случае смерти должны были получить вдова и дочка. Затем Доти замечали в публичной библиотеке Канзас-Сити, где он читал про использование взрывчатых веществ. Дали показания и продавцы из магазина «Pierce and Tarry Trading Post», где за несколько дней до вылета Томас купил шесть динамитных шашек по 29 центов за штуку; в Чикагском аэропорту один из опрошенных свидетелей заметил эти шашки в сумке у Томаса Доти, но по незнанию решил, что эти красно-коричневые палочки — аварийные сигнальные огни.
Когда самолёт вылетел из Чикаго в Канзас-Сити, его полёт поначалу проходил близ грозы в зоне турбулентности, из-за чего пассажирам, возможно, могли посоветовать оставаться на местах с застёгнутыми ремнями безопасности. Когда гроза была пройдена, и полёт проходил уже в спокойных условиях, Томас Доти, взяв свой портфель, прошёл в правый задний туалет, где спрятал бомбу в отсеке для использованных бумажных полотенец. Через считанные минуты произошёл роковой взрыв.
Несмотря на то, что ФБР не предъявило формальных обвинений Доти, страховая компания, узнав о причинах крушения, отказалась выплачивать вдове Доти сумму страховки и ограничилась возмещением уплаченных взносов на общую сумму в $ 12,50.

## Культурные аспекты
В изданном в 1968 году романе «Аэропорт» писателя Артура Хейли и его экранизации есть сюжетная линия, схожая с катастрофой рейса 11: доведённый до отчаяния из-за нищеты пассажир (Герреро) с целью махинации со страховкой для материальной помощи собственной семье проносит на борт вылетающего из Чикаго Boeing 707 бомбу и позже взрывает её в туалете, что приводит к разгерметизации лайнера и частичной потере управления. Стоит, однако, иметь в виду, что ещё в 1956 году Хейли под влиянием фильма «Полёт в пропасть» написал новеллу «Взлётно-посадочная полоса ноль-восемь», которая также была экранизирована, то есть у него уже был опыт написания подобных рассказов.
Катастрофа рейса 11 показана в 3 эпизоде 3 сезона документального телесериала “Aircrash Confidential“.

### Комментарии
1. ↑  В отчёте CAB указана под старым названием — Continental Air Lines
2. ↑  Здесь и далее указано Центральноамериканское время (CST)